# Janusz Wiśniewski (lekkoatleta)
Janusz Wiśniewski (ur. 2 czerwca 1941 w Mogielnicy) – polski lekkoatleta, medalista mistrzostw Polski seniorów w chodzie na 20 km.

## Kariera sportowa
W 1964 roku zajął 2. miejsce na mistrzostwach Polski seniorów w chodzie na 20 km na zawodach rozegranych w Łodzi.
W tym samym roku ustanowił w Gdańsku rekord Polski w chodzie na 15 000 m wynikiem 1:12,02 oraz zwyciężył w chodzie na 10 000 m na X Memoriale Janusza Kusocińskiego.
W 1968 ustanowił rekord Polski w chodzie na 50 km wynikiem 4:52:33,6.
W czasie swojej kariery należał do klubów Konradia Gdańsk i Warszawianka.

## Osiągnięcia

### Seniorzy – krajowe
| Rok  | Impreza                     | Miejsce | Konkurencja   | Pozycja    | Wynik     |
| ---- | --------------------------- | ------- | ------------- | ---------- | --------- |
| 1964 | Mistrzostwa Polski seniorów | Poznań  | chód na 20 km | 2. miejsce | 1:44:17,6 |